# Островът на изкушението
Островът на изкушението e българската версия на американското шоу Temptation Island.
Българската версия на шоуто се излъчва по Нова телевизия. Водещ е Витомир Саръиванов. То започва на 1 ноември 2007 г. и завършва на 18 януари 2008. За разлика от останалите риалити продукции тук няма победител, а участниците са подложени на лукс и удоволствия и не са изправени пред физически изпитания. За целта мъжете и жените трябва да оплетат и вържат в интриги любовните двойки.

## Сезони
| Сезон | Сезон | ТВ канал | Година    | Старт          | Финал          |
| ----- | ----- | -------- | --------- | -------------- | -------------- |
|       | 1     | Нова ТВ  | 2007-2008 | 1 ноември 2007 | 18 януари 2008 |

## Участници

### Жени
- Евгения
- Елена
- Златка Райкова
- Ива
- Ирина
- Калина Паскалева
- Лорита
- Мариела
- Невянка
- Росица
- Цветелина

### Мъже
- Александър
- Алтан
- Антон „Тото“
- Велин
- Владимир
- Георги
- Даниел
- Кирил
- Кирил „Кико“
- Христо
- Цветан

### Двойки
- Антоанет и Александър
- Кики и Андрей
- Милена и Филип Лазаров
- Цветанка и Росен